# ناو هواپیمابر پرینسیپ د آستوریاس
ناو هواپیمابر پرینسیپ د آستوریاس (به انگلیسی: Spanish aircraft carrier Príncipe de Asturias) یک کشتی است که طول آن ۱۹۵٫۹ متر (۶۴۳ فوت) می‌باشد. این کشتی در سال ۱۹۸۲ ساخته شد.